# Ariane Passenger Payload Experiment
O Ariane Passenger PayLoad Experiment (APPLE), foi um satélite de comunicação experimental indiano com um transponder em banda C construído e também de propriedade da Organização Indiana de Pesquisa Espacial (ISRO). O satélite esteve localizado na posição orbital de 102 graus de longitude leste e tinha uma expectativa de útil de 2 anos. o mesmo saio de serviço em 19 de setembro de 1983.

## História
O Apple foi o primeiro satélite geoestacionário de comunicação experimental da Índia com três eixos de estabilização. Em 16 de julho de 1981, o satélite foi posicionado a 102 graus longitude leste. Os 672 kg do satélite serviu como plataforma de testes para a infra-estrutura da Índia telecomunicações a partir do espaço, apesar da falha de implantação de um painel solar.
Ela foi utilizada em várias experimentos de comunicação, incluindo programas de TV e rádio. Foi uma espaçonave cilíndrica medindo 1,2 metros de diâmetro e 1,2 metros de altura. A sua carga consistia de dois transponders de 6/4 GHz ligados a uma antena parabólica de 0,9 metros de diâmetro. Ele saiu de serviço em 19 de setembro de 1983.

## Lançamento
O satélite foi lançado com sucesso ao espaço no dia 19 de junho de 1981, por meio de um veículo Ariane 1 a partir do Centro Espacial de Kourou, na Guiana Francesa, juntamente com os satélites Meteosat 2 e o CAT-3. Ele tinha uma massa de lançamento de 672 kg.